# W-CDMA
W-CDMA je skraćenica od engleske složenice Wideband Code Division Multiple Access, i metoda je za multipleksiranje više korisnika na jedan ograničeni spektrani pojas. W-CDMA je širokopojasna metoda za multipleksiranje koji koristi diretkno-sekvencni raspršeni spektrum asinkrone kodne podjele višestrukog pristupa da bi se postigle veće brzine prebacivanja podataka, te podršku za više korisnika nego uobićanjene Time Division Multiplexing TDMA (multipleksiranje vremenskom podjelom).